# Eupanacra salomonis
Eupanacra salomonis är en fjärilsart som beskrevs av Clark 1920. Eupanacra salomonis ingår i släktet Eupanacra och familjen svärmare. Inga underarter finns listade i Catalogue of Life.